# Santeny
Santeny ist eine französische Gemeinde mit 2.744 Einwohnern (Stand: 1. Januar 2022) im Département Val-de-Marne in der Region Île-de-France. Santeny gehört zum Arrondissement Créteil und zum Kanton Plateau briard. Die Einwohner werden Santenois genannt.

## Geographie
Die Gemeinde liegt im Süden des Départements an der Grenze zum benachbarten Département Seine-et-Marne und befindet sich etwa 25 Kilometer südöstlich von Paris. Das Gemeindegebiet wird vom Fluss Réveillon tangiert. Santeny ist umgeben von den Nachbargemeinden La Queue-en-Brie im Norden, Lésigny im Nordosten, Servon im Osten, Mandres-les-Roses im Süden, Villecresnes im Südwesten, Marolles-en-Brie im Westen sowie Sucy-en-Brie im Westen.
Durch die Gemeinde führt die Route nationale 19.

## Bevölkerungsentwicklung
| Jahr      | 1936 | 1946 | 1954 | 1962 | 1968 | 1975 | 1982 | 1990 | 1999 | 2006 | 2011 |
| --------- | ---- | ---- | ---- | ---- | ---- | ---- | ---- | ---- | ---- | ---- | ---- |
| Einwohner | 461  | 688  | 666  | 701  | 774  | 2242 | 2621 | 2810 | 3140 | 3550 | 3688 |

## Sehenswürdigkeiten
- Alter Gutshof

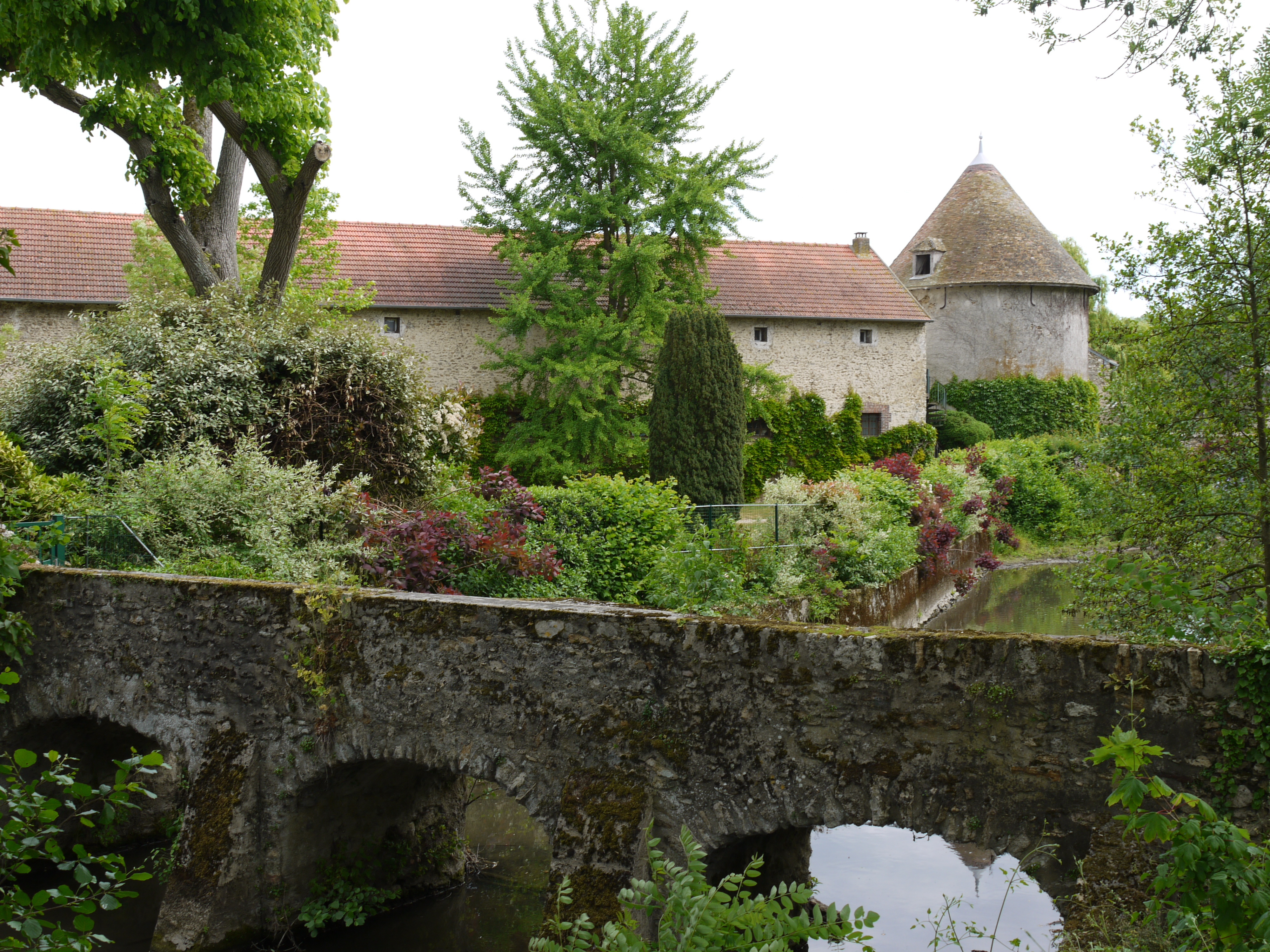
Alter Gutshof mit Taubenschlag

Siehe auch: Liste der Monuments historiques in Santeny

## Persönlichkeiten
- Pierre Joseph Farine du Creux (1770–1833), General der Kavallerie